# Almonacid de Toledo (ort)
Almonacid de Toledo är en ort i Spanien. Den ligger i provinsen Toledo och regionen Kastilien-La Mancha, i den centrala delen av landet, 70 km söder om huvudstaden Madrid. Almonacid de Toledo ligger 717 meter över havet och antalet invånare är 848.
Terrängen runt Almonacid de Toledo är huvudsakligen platt, men åt nordost är den kuperad. Runt Almonacid de Toledo är det glesbefolkat, med 13 invånare per kvadratkilometer. Närmaste större samhälle är Toledo, 18,5 km nordväst om Almonacid de Toledo. Omgivningarna runt Almonacid de Toledo är i huvudsak ett öppet busklandskap.